# Eliška
Eliška je ženské rodné jméno pocházející z hebrejského eliševa' (אֱלִישֶׁבַע‎), což znamená „Bůh je má přísaha (věřím)“. Její alternativou je jméno Alžběta.

## Statistické údaje
Následující tabulka uvádí četnost jména v ČR a pořadí mezi ženskými jmény ve srovnání několika roků, pro které jsou dostupné údaje MV ČR – lze z ní tedy vysledovat trend v užívání tohoto jména:
| Rok  | Četnost | Pořadí |
| 1999 | 30 652  | 48.    |
| 2002 | 31 877  | 47.    |
| 2006 | 40 292  | 39.    |
| 2009 | 46 079  | 34.    |
| 2012 | 53 699  | 27.    |
| 2016 | 61 517  | 23.    |

Procentní zastoupení tohoto jména mezi žijícími ženami v ČR vzrostlo za 10 let o polovinu, což svědčí o značném nárůstu obliby tohoto jména.
V lednu 2008 se podle údajů ČSÚ jednalo o 3. nejčastější ženské jméno mezi novorozenci. Od roku 2010 až do současnosti (2016) se jedná o nejčastější jméno mezi novorozenci.

## Eliška v jiných jazycích
- Anglicky: Eliza, Elizabeth, Elsa, Elissa
- Francouzsky: Élise
- Maďarsky: Erzsébet
- Německy, švédsky, norsky, nizozemsky: Elisabeth
- Slovensky: Eliška
- Polský: Elżbieta
- Rusky: Элиза, Елизавета
- Italsky: Elisabetta, Elisa
- Litevsky: Elžbieta, Elzė

## Domácí formy jména
Ela, Elča, Eli, Elí, Elina, Elinka, Elis, Elíza, Elka, Elík, Elísek.

## Jmeniny
- V českém kalendáři: 5. října
- Ve slovenském kalendáři: 7. října

## Významné osoby se jménem Eliška
- Eliška Balzerová, česká herečka
- Eliška Beranová, česká prozaička, básnířka a environmentální právnička
- Eliška Bučková, česká modelka
- Eliška Junková, automobilová závodnice
- Eliška Klimková-Deutschová, česká lékařka a profesorka
- Eliška Krásnohorská, česká spisovatelka
- Eliška (Alžběta) Lucemburská, dcera Zikmunda Lucemburského, česká královna
- Eliška Pešková, česká herečka
- Eliška Přemyslovna, matka císaře Karla IV.
- Eliška Pytlounová, česká herečka, zpěvačka a autokrosařka
- Eliška Rejčka, dvojnásobná česká královna-vdova
- Eliška Wagnerová, česká právnička
- Eliška Zbranková, česká herečka
- Eliška (Alžběta) Zhořelecká, lucemburská vévodkyně, vnučka Karla IV.

## Eliška jako příjmení
- Radomil Eliška, český dirigent